# سباق دوفين للدراجات 2004
سباق دوفين للدراجات 2004 (بالإنجليزية: 2004 Critérium du Dauphiné Libéré)‏ هو سباق دراجات هوائية، وهو الموسم رقم 56 من السباق، وأقيم خلال الفترة 6 يونيو 2004، وحتى 13 يونيو 2004، وهو من نوع سباق المرحلة.
فاز فيه بالمركز الأول إيبان مايو كلينيك، وبالمركز الثاني تايلر هاميلتون، وبالمركز الثالث أوسكار سبييا ريبيرا.

## الفائزون
| الترتيب | الفائز              |
| ------- | ------------------- |
| الفائز  | إيبان مايو كلينيك   |
| الثاني  | تايلر هاميلتون      |
| الثالث  | أوسكار سبييا ريبيرا |